# 甄宝车
甄宝车（?—?），济北郡（郡治卢县，今山东省聊城市茌平区西南五十里）人，隋末民变济北起义领袖。
隋炀帝大业九年（613年）隋炀帝第二次东征高句丽。在隋末农民起义高潮中，二月，韩进洛在济北聚众数万反隋。五月初六，甄宝车也在济北郡聚众万余人反隋，攻掠城邑。大业十三年（617年）十月戊戌，武贲郎将高毗在𡽳山击败济北郡甄宝车。